# San Giovanni in Persiceto
San Giovanni in Persiceto é uma comuna italiana da região da Emília-Romanha, província de Bolonha, com cerca de 23.934 habitantes. Estende-se por uma área de 114 km², tendo uma densidade populacional de 210 hab/km². Faz fronteira com Anzola dell'Emilia, Castelfranco Emilia (MO), Castello d'Argile, Cento (FE), Crevalcore, Sala Bolognese, Sant'Agata Bolognese.

## Demografia
| Variação demográfica do município entre 1861 e 2011                               |
|                                                                                   |
| Fonte: Istituto Nazionale di Statistica (ISTAT) - Elaboração gráfica da Wikipedia |